# Provincia de Kayseri
La provincia de Kayseri es una de las 81 provincias en las que está dividida Turquía, administrada por un gobernador designado por el Gobierno central.
La capital de la provincia es la ciudad de Kayseri.